# Diocèse de Castres
Le diocèse de Castres (en latin : Dioecesis Castrensis) est un ancien diocèse de l'Église catholique en France.

## Histoire
Le diocèse de Castres est créé par le pape Jean XXII, le 11 juillet 1317, par démembrement du diocèse d'Albi. Il est suffragant de l'archidiocèse de Bourges jusqu'au 3 octobre 1678, et à cette date, de celui d'Albi, lorsque la ville est élevée en archevêché. Reprenant la mode très en vogue dans le clergé, l'évêque Augustin de Maupeou commande en 1695 une carte légendée du diocèse et de tous les édifices religieux en dépendant, au cartographe Alexis-Hubert Jaillot.
A la Révolution, le diocèse de Castres est tout d'abord supprimé par la Constitution civile du clergé de 1790. Il est alors remplacé par le diocèse du Tarn, qui couvre l'ensemble du département, et a pour siège la ville d'Albi. Néanmoins, à la suite du concordat de 1801, il n'est pas rétabli, contrairement à une grande partie des diocèses français. Le 29 novembre 1801, il est même incorporé au diocèse de Montpellier, avant d'intégrer celui d'Albi, qui est quant à lui rétabli le 6 octobre 1822, qui relève le titre depuis 17 février 1922.
Aujourd'hui, la ville de Castres dépend toujours du diocèse d'Albi, tout comme la ville de Lavaur, diocèse renommé archidiocèse d'Albi, Castres et Lavaur.
Au 1er janvier 2024, Jean-Louis Balsa porte le titre d'archevêque d'Albi, Castres et Lavaur.

## Territoire
Le diocèse confinait : au nord, avec ceux d'Albi et de Vabres ; à l'est, avec ceux de Béziers et de Saint-Pons ; au sud, avec celui de Lavaur ; et, à l'ouest, avec celui de Montauban. Les communes de Castanet-le-Haut, Saint-Geniès-de-Varensal et Saint-Gervais-sur-Mare situées actuellement dans le département de l'Hérault, faisaient partie du diocèse de Castres avant la Révolution.

## Les abbayes du diocèse

### Abbayes d'hommes
- Cisterciens : abbaye Sainte-Marie d'Ardorelou Ardorel (Notre-Dame d') (Sancta Maria de Ardorello)
- Cisterciens : abbaye de Belle Eau (Bella Aqua)
- Cisterciens : abbaye de Beauvoir (Bellus Visus)[3]

### Abbaye de femmes
- Bernardines : abbaye de Vieilmur (Vetus Murus)[3]